# Dodworth
Dodworth – wieś w Anglii, w hrabstwie ceremonialnym South Yorkshire, w dystrykcie metropolitalnym Barnsley. Leży 18 km na północ od miasta Sheffield i 245 km na północny zachód od Londynu. Miejscowość liczy 5742 mieszkańców.